# Джейкоб Елорді
Джейкоб Елорді (англ. Jacob Elordi, нар. 26 червня 1997) — австралійський актор. Найбільшу популярність йому принесла роль Нейта в серіалі від HBO «Ейфорія».

## Біографія
Джейкоб Елорді народився в Брісбені штату Квінсленд в Австралії в сім'ї Джона і Меліси Елорді. У нього баскське коріння. Він має три старші сестри. Навчався у коледжі Святого Йосипа у північному передмісті Брісбена. З юних років він виявляв інтерес до акторської майстерності та брав участь у багатьох шкільних постановках.
Перша поява Елорді в голлівудському кінематографі відбулася у фільмі «Пірати Карибського моря: Мерці не розповідають казки» в якості актора масовки.
У 2017 році він знявся у фільмі «Гарячі канікули», зігравши роль Рустера. Він також знявся у фільмі «Будка поцілунків» у ролі Ноа Флінна.
У 2018 році Елорді знявся у фільмі жахів «Похоронні байки». Також отримав одну з центральних ролей у серіалі «Ейфорія».
У 2022 році в прокат вийшов еротичний трилер Едріана Лайна «Глибокі води» за участю актора. Фільм був знятий за однойменним романом Патриції Хайсміт. Крім Елорді, у фільмі зіграли Бен Аффлек та Ана де Армас.
В 2023 Елорді знявся в трилері Емеральд Феннелл «Солтберн» і зіграв Елвіса Преслі в біографічному фільмі Софії Копполи «Прісцілла».

## Особисте життя
В Елорді є старша сестра Джайлінн. 
З 2017 по осінь 2018 року зустрічався з актрисою Джої Кінг, з якою він знімався в кінофільмі «Будка поцілунків». Зустрічався з актрисою, моделлю, співачкою Зендея, з якою познайомився на зйомках серіалу «Ейфорія».
Із серпня 2020 по листопад 2021 зустрічався з моделлю Каєю Гербер, донькою Сінді Кроуфорд. 
З травня 2022 року зустрічається з блогеркою та моделлю Олівією Джейд, дочкою акторки Лорі Локлін.

## Фільмографія
| Рік       |    | Українська назва                  | Оригінальна назва                 | Роль                                        |
| --------- | -- | --------------------------------- | --------------------------------- | ------------------------------------------- |
| 2015      | кф |                                   | Carpe Liam                        | Ліам                                        |
| 2016      | кф |                                   | Max & Iosefa                      | Макс                                        |
| 2017      | ф  | Пірати Карибського моря 5         | Pirates of the Caribbean 5        | масовка                                     |
| 2018      | ф  | Будка поцілунків                  | The Kissing Booth                 | Ноа Флінн                                   |
| 2018      | ф  | Гарячі канікули                   | Swinging Safari                   | Рустер                                      |
| 2019      | ф  | Похоронні байки                   | The Mortuary Collection           | Джейк Метьюз                                |
| 2019—2026 | с  | Ейфорія                           | Euphoria                          | Нейт Джейкобс (24 епізоди)                  |
| 2020      | ф  | Будка поцілунків 2                | The Kissing Booth 2               | Ноа Флінн                                   |
| 2020      | ф  | Два серця                         | 2 Hearts                          | Кріс                                        |
| 2020      | ф  | Дивовижний містер Данді           | The Very Excellent Mr. Dundee     | Чейз Хоґан                                  |
| 2021      | ф  | Будка поцілунків 3                | The Kissing Booth 3               | Ноа Флінн                                   |
| 2022      | ф  | Глибокі води                      | Deep Water                        | Террі                                       |
| 2023      | ф  | Дивотріп                          | The Sweet East                    | Ієн                                         |
| 2023      | ф  | Крива дорога                      | He Went That Way                  | Боббі                                       |
| 2023      | ф  | Солтберн                          | Saltburn                          | Фелікс Кеттон                               |
| 2023      | ф  | Прісцілла                         | Priscilla                         | Елвіс Преслі                                |
| 2024      | ф  | Канадець                          | Oh, Canada                        | юний Леонард Файф                           |
| 2024      | ф  | На прудких конях                  | On Swift Horses                   | Джуліус                                     |
| 2024      | с  | Суботнього вечора в прямому ефірі | Saturday Night Live               | гість (Епізод: «Jacob Elordi / Reneé Rapp») |
| 2025      | с  | Вузька стежка на Далеку Північ    | The Narrow Road to the Deep North | Дорріго Еванс (мінісеріал)                  |
| 2025      | ф  | Франкенштейн                      | Frankenstein                      | Монстр                                      |
| 2026      | ф  | Буремний перевал                  | Wuthering Heights                 | Хіткліфф                                    |
| 2026      | ф  | Собачі зірки                      | The Dog Stars                     | Хіґ                                         |

## Нагороди і номінації
| Нагорода     | Рік  | Категорія                                          | Робота    | Результат | Пос.   |
| ------------ | ---- | -------------------------------------------------- | --------- | --------- | ------ |
| AACTA        | 2022 | Приз глядацьких симпатій за найкращу чоловічу роль | Ейфорія   | Номінація | [ 11 ] |
| AACTA        | 2024 | Найкраща чоловіча роль другого плану               | Солтберн  | Номінація | [ 12 ] |
| БАФТА        | 2024 | Найкраща чоловіча роль другого плану               | Солтберн  | Номінація | [ 13 ] |
| БАФТА        | 2024 | Висхідна зірка                                     | Н/Д       | Номінація | [ 13 ] |
| Вибір народу | 2024 | Зірка драматичного кіно                            | Прісцілла | Номінація | [ 14 ] |
| Вибір народу | 2024 | Кіноперформанс                                     | Солтберн  | Номінація | [ 14 ] |